# 去滅絕物種列表
这是去滅絕物種的列表。以前灭绝或消失的物种可通过克隆、回交、基因组编辑、解冻和植物发芽等方法“复活”或重新创造。

## 植物

### 发芽

#### 約克千里光
约克千里光是一種千里光屬植物，于1979年在英国约克首次发现，在1991年被最後發現。 根據英国政府咨询机构英国自然保护署的一项调查，到2000年，这种植物已濒临灭绝，部分原因是使用除草剂。 该植物的种子被储存在千年種子庫並成功发芽，于2023年重新引入约克。这是對物種的首次去滅絕并成功重新引入其原生范围。 

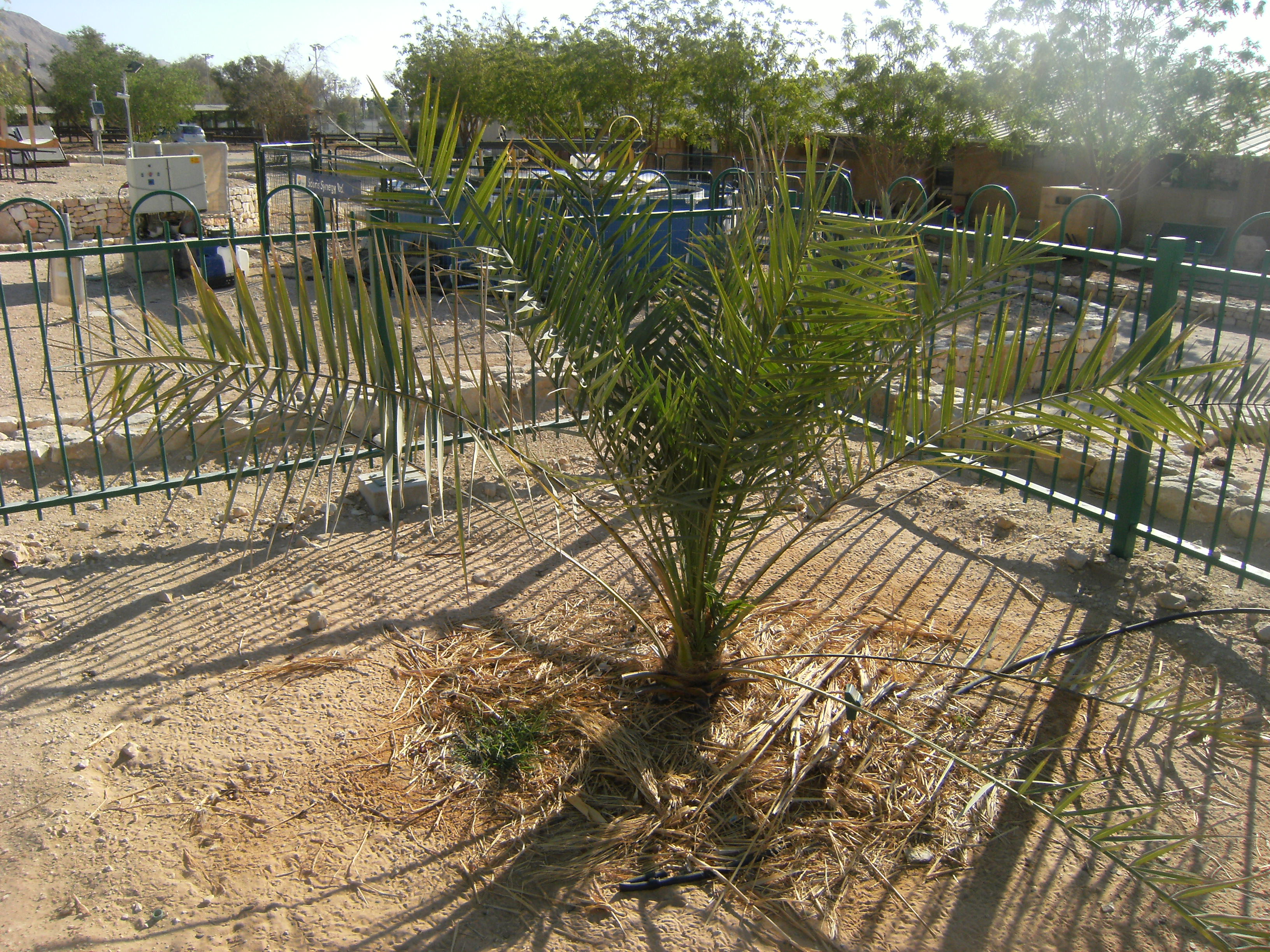
玛土撒拉，一棵去滅絕的犹大椰棗

#### 犹大椰棗
猶大椰棗是椰棗的一个栽培品种，曾是古代犹大（今以色列和巴勒斯坦) 的特有品种。它具有独特的基因，与现代的伊拉克和摩洛哥品种密切相关。  1963年至1991年间，考古学家在幾處挖掘现场发现了犹太枣种子。通过放射性碳测年法测定，它们的历史约为1,900至2,300年。 2008年，阿拉瓦環境研究所的研究人员开始嘗試对这些种子进行发芽。 
截至2023年，7株猶大椰棗已成功發芽，那些椰棗於2020年開始結果。有關該物種去滅絕化的實驗仍在進行中。

#### 蒙特利尔甜瓜
蒙特利爾甜瓜是一种原产于加拿大的商业甜瓜品种，在最初栽培时就因其是北美最大的甜瓜而闻名。它最初生长在蒙特利尔地区，因此得名。 由于加拿大的工业化以及農業企業的衰落，到20世紀20年代，这种植物已从该地区的家庭农场和种植园中完全消失。1997年，在美国爱荷华州的一家种子库中发现了这种甜瓜的种子。此后，蒙特利尔甜瓜被当地园丁重新引入其原分布范围。 

#### 未知没药樹属植物
2024年9月，一种未曾發現的名为Sheba的沒藥樹屬标本成熟。 20世纪80年代，在对犹大沙漠的一个洞穴进行挖掘时，人们发现了該植物的种子，但其直到最近才发芽。通过放射性碳测年法估计，該植物已有超過1000年的历史。研究人员懷疑該植物可能是茨里樹或犹太香脂，这两种植物在《圣经》中被描述为具有治疗功效。  

## 动物

### 选育

#### 巴西追蹤犬
巴西追蹤犬是20世纪50年代於巴西培育的一种犬种，用于幫助當地人猎杀美洲虎和野猪。 21世纪初，一个名为「巴西追踪犬救援支持小组」的组织致力于复兴该品种，并让巴西獵犬聯合會将其重新列入濒危犬种名录。他们在巴西找到了带有该灭绝品种基因的狗，以重建纯种犬。  2013年，通过对最后一批原始犬類的后代进行成功的保護性繁殖，该品种得以被去滅絕化，并被FCI重新列入名录。 

#### 弗洛雷安纳岛巨龟
弗洛雷安纳岛巨龟是加拉帕戈斯象龟的一个亚种，厄瓜多尔弗洛雷安纳岛的特有物种。2012年，在伊莎贝拉岛发现了弗洛雷纳陆龟和佛勘狼巨龜的杂交品种。据称，这些陆龟在19世纪初被进口或遗弃到该岛，直到1850年该亚种滅絕前，該亞種會與当地亚种杂交。  2017年，政府建立了一个繁育计划，通过对杂交品种进行回交繁殖，恢复其基因纯度，从而去滅絕化该亚种。 截至2025年，圣克鲁斯岛已孵化出400只弗洛雷安纳岛巨龟，并计划在成功清除入侵物种后将它们放归弗洛雷纳岛的野外。  然而，由于缺乏基因纯正的樣本，世界自然保护联盟尚未将该亚种的状况从灭绝更新为野外灭绝或极度濒危，而且已复活的亚种尚未在野外自然繁殖。 

### 克隆

#### 庇里牛斯羱羊
庇里牛斯羱羊是西班牙羱羊的亚种，是第一个兩次滅絕的动物。这種野生山羊原产于比利牛斯山脉和坎塔布连山脉，由于与牲畜的竞争和引入的野生有蹄类动物，它在2000年灭绝，而亚种的末裔塞莉亚的死亡则进一步加劇了這種情況。
科學家曾多次嘗試克隆庇里牛斯羱羊。2003年，一只庇里牛斯羱羊由一只家养山羊妈妈克隆出来。然而，这隻新生羊因肺部缺陷在出生七分钟后死亡。 

## 病毒和蠕虫

### 解冻
- 阔口罐病毒：一种有3万年历史的巨型病毒，於2014年在西伯利亚永久冻土样本中被發現，该样本埋藏在晚更新世沉积物的地表之下。 [18]
- Panagrolaimus kolymaensis（英语：Panagrolaimus kolymaensis）：这种新型线虫于2023年从隐生状态中复活。这些线虫自更新世（约46,000年前）以来就被冻结在西伯利亚永久冻土层中。 [19]